# Осада Владимира-Волынского (1232)
Осада Владимира-Волынского (1232) — удачная попытка венгров отбить Галич у Даниила спустя 2 года после неудачной попытки и спустя 3 года после изгнания оттуда королевича Андрея (1229).

## История
Венгры взяли Ярославль, развернули наступление на Галич, и галицкие бояре присягнули королю.
После этого венгры вторглись на Волынь, стремясь развить успех. Летопись описывает реакцию Андраша на вид обороняющегося города:

«Така града не изобрЕтохъ ни в НЕмЕчкыхъ странахъ!» Тако сущу, оружьникомъ стоящимь на немь, блистахуся щити и оружници подобни солнцю.

Обороной руководил Мирослав, и город устоял. В Галиче сел княжить королевич Андрей, а Белз и Червен были временно возвращены Даниилом Александру Всеволодовичу.
Новая попытка венгров развить наступление на Волынь в 1233 году закончилась поражением их у Шумска и в конечном счёте окончательным вытеснением их из Галича Даниилом.